# San José del Golfo
San José del Golfo («San José»: en honor a su santo patrono José de Nazaret; «Del Golfo»: por estar en el camino hacia el Golfo Dulce) es un municipio del departamento de Guatemala que está ubicado en la región metropolitana de la República de Guatemala. Este municipio tiene una extensión territorial de 84 kilómetros cuadrados. Actualmente se ubica dentro de las 20 ciudades más importantes de Guatemala.
Durante la colonia española el único puerto en la costa del Atlántico cercano a Guatemala era Omoa, en la actual Honduras; para llegar a la provincia de Guatemala, se utilizaban naves pequeñas, que llevaban los productos que dicha provincia necesitaba o exportaba a través de río Motagua, el cual era navegable hasta Gualán, de donde los productos eran transportados en piraguas hacia Tocoy Tzima para finalmente ser transportados a la Ciudad de Guatemala en yuntas que pasaban por San José del Golfo.
Después de la Independencia de Centroamérica en 1821, fue asignado al Distrito N.°1 (Guatemala} y específicamente del Circuito Norte-Guatemala para la impartición de justicia por medio de juicios de jurados.
Pasó al departamento de El Progreso cuando este fue creado el 13 de abril de 1908 por el gobierno del licenciado Manuel Estrada Cabrera para mejor la administración de la región por donde pasaba el Ferrocarril del Norte de Guatemala. El departamento fue desmantelado en 1920, y aunque fue creado nuevamente en 1934 por el presidente Jorge Ubico, San José del Golfo permaneció en el departamento de Guatemala.
El municipio quedó casi completamente destruido tras el terremoto del 4 de febrero de 1976.
En la década de 2010 se ha visto en medio del conflicto conocido como «La Puya» por una mina de oro que se estableció en su territorio sin el consentimiento de los vecinos de la localidad.

## Toponimia
El topónimo «San José del Golfo» proviene de dos divisiones que son: «San José» en honor al patrón del municipio San José, y «del Golfo» por la ruta de tránsito que se dirigía hacia el golfo de Izabal y el Castillo San Felipe, en Guatemala.

## Geografía física

### Clima
La cabecera municipal de San José del Golfo tiene clima tropical (Clasificación de Köppen: Aw).
| Parámetros climáticos promedio de San José del Golfo | Parámetros climáticos promedio de San José del Golfo | Parámetros climáticos promedio de San José del Golfo | Parámetros climáticos promedio de San José del Golfo | Parámetros climáticos promedio de San José del Golfo | Parámetros climáticos promedio de San José del Golfo | Parámetros climáticos promedio de San José del Golfo | Parámetros climáticos promedio de San José del Golfo | Parámetros climáticos promedio de San José del Golfo | Parámetros climáticos promedio de San José del Golfo | Parámetros climáticos promedio de San José del Golfo | Parámetros climáticos promedio de San José del Golfo | Parámetros climáticos promedio de San José del Golfo | Parámetros climáticos promedio de San José del Golfo |
| Mes                                                  | Ene.                                                 | Feb.                                                 | Mar.                                                 | Abr.                                                 | May.                                                 | Jun.                                                 | Jul.                                                 | Ago.                                                 | Sep.                                                 | Oct.                                                 | Nov.                                                 | Dic.                                                 | Anual                                                |
| ---------------------------------------------------- | ---------------------------------------------------- | ---------------------------------------------------- | ---------------------------------------------------- | ---------------------------------------------------- | ---------------------------------------------------- | ---------------------------------------------------- | ---------------------------------------------------- | ---------------------------------------------------- | ---------------------------------------------------- | ---------------------------------------------------- | ---------------------------------------------------- | ---------------------------------------------------- | ---------------------------------------------------- |
| Temp. máx. media (°C)                                | 27.2                                                 | 28.4                                                 | 29.9                                                 | 30.5                                                 | 29.9                                                 | 28.3                                                 | 27.7                                                 | 27.4                                                 | 27.2                                                 | 27.4                                                 | 27.2                                                 | 27.0                                                 | 28.2                                                 |
| Temp. media (°C)                                     | 21.0                                                 | 22.1                                                 | 23.5                                                 | 24.5                                                 | 24.5                                                 | 23.8                                                 | 23.3                                                 | 23.5                                                 | 23.2                                                 | 22.7                                                 | 21.7                                                 | 21.0                                                 | 22.9                                                 |
| Temp. mín. media (°C)                                | 14.9                                                 | 15.8                                                 | 17.1                                                 | 18.6                                                 | 19.1                                                 | 19.3                                                 | 18.9                                                 | 18.8                                                 | 18.7                                                 | 18.0                                                 | 16.3                                                 | 15.1                                                 | 17.6                                                 |
| Precipitación total (mm)                             | 1                                                    | 3                                                    | 4                                                    | 25                                                   | 98                                                   | 197                                                  | 132                                                  | 106                                                  | 183                                                  | 100                                                  | 13                                                   | 2                                                    | 864                                                  |
| Fuente: Climate-Data.org                             |                                                      |                                                      |                                                      |                                                      |                                                      |                                                      |                                                      |                                                      |                                                      |                                                      |                                                      |                                                      |                                                      |

### Ubicación geográfica
San José del Golfo está en la región metropolitana de la Ciudad de Guatemala y sus colindancias son:
- Norte: Sanarate, municipio del departamento de El Progreso
- Sur: Palencia, municipio del departamento de Guatemala
- Este: San Antonio La Paz municipio del departamento de El Progreso
- Oeste: Chuarrancho y San Pedro Ayampuc, municipios del departamento de Guatemala[5]

|                                      | Norte: Sanarate |                          |
| Oeste: Chuarrancho San Pedro Ayampuc |                 | Este: San Antonio La Paz |
|                                      | Sur: Palencia   |                          |

## Gobierno municipal
Los municipios se encuentran regulados en diversas leyes de la República, que establecen su forma de organización, lo relativo a la conformación de sus órganos administrativos y los tributos destinados para los mismos.  Aunque se trata de entidades autónomas, se encuentran sujetos a la legislación nacional y las principales leyes que los rigen desde 1985 son:
| N.º | Ley                                                | Descripción |
| --- | -------------------------------------------------- | --- |
| 1   | Constitución Política de la República de Guatemala | Tiene una regulación legal específica para los municipios en los artículos 253 al 262. |
| 2   | Ley Electoral y de Partidos Políticos              | Ley de carácter constitucional aplicable a los municipios en el tema de la conformación de sus autoridades electas. |
| 3   | Código Municipal                                   | Decreto 12-2002 del Congreso de la República de Guatemala. Tiene la categoría de ley ordinaria y contiene preceptos generales aplicables a todos los municipios, e inclusive contiene legislación referente a la creación de los municipios.             |
| 4   | Ley de Servicio Municipal                          | Decreto 1-87 del Congreso de la República de Guatemala. Regula las relaciones entra la municipalidad y los servidores públicos en materia laboral. Tiene su base constitucional en el artículo 262 de la constitución que ordena la emisión de la misma. |
| 5   | Ley General de Descentralización                   | Decreto 14-2002 del Congreso de la República de Guatemala. Regula el deber constitucional del Estado, y por ende del municipio, de promover y aplicar la descentralización y desconcentración económica y administrativa.                                |

El gobierno de los municipios está a cargo de un Concejo Municipal mientras que el código municipal —ley ordinaria que contiene disposiciones que se aplican a todos los municipios— establece que «el concejo municipal es el órgano colegiado superior de deliberación y de decisión de los asuntos municipales […] y tiene su sede en la circunscripción de la cabecera municipal»; el artículo 33 del mencionado código establece que «[le] corresponde con exclusividad al concejo municipal el ejercicio del gobierno del municipio».
El concejo municipal se integra con el alcalde, los síndicos y concejales, electos directamente por sufragio universal y secreto para un período de cuatro años, pudiendo ser reelectos.
Existen también las Alcaldías Auxiliares, los Comités Comunitarios de Desarrollo (COCODE), el Comité Municipal del Desarrollo (COMUDE), las asociaciones culturales y las comisiones de trabajo. Los alcaldes auxiliares son elegidos por las comunidades de acuerdo a sus principios y tradiciones, y se reúnen con el alcalde municipal el primer domingo de cada mes, mientras que los Comités Comunitarios de Desarrollo y el Comité Municipal de Desarrollo organizan y facilitan la participación de las comunidades priorizando necesidades y problemas.

## Historia

### Colonia española

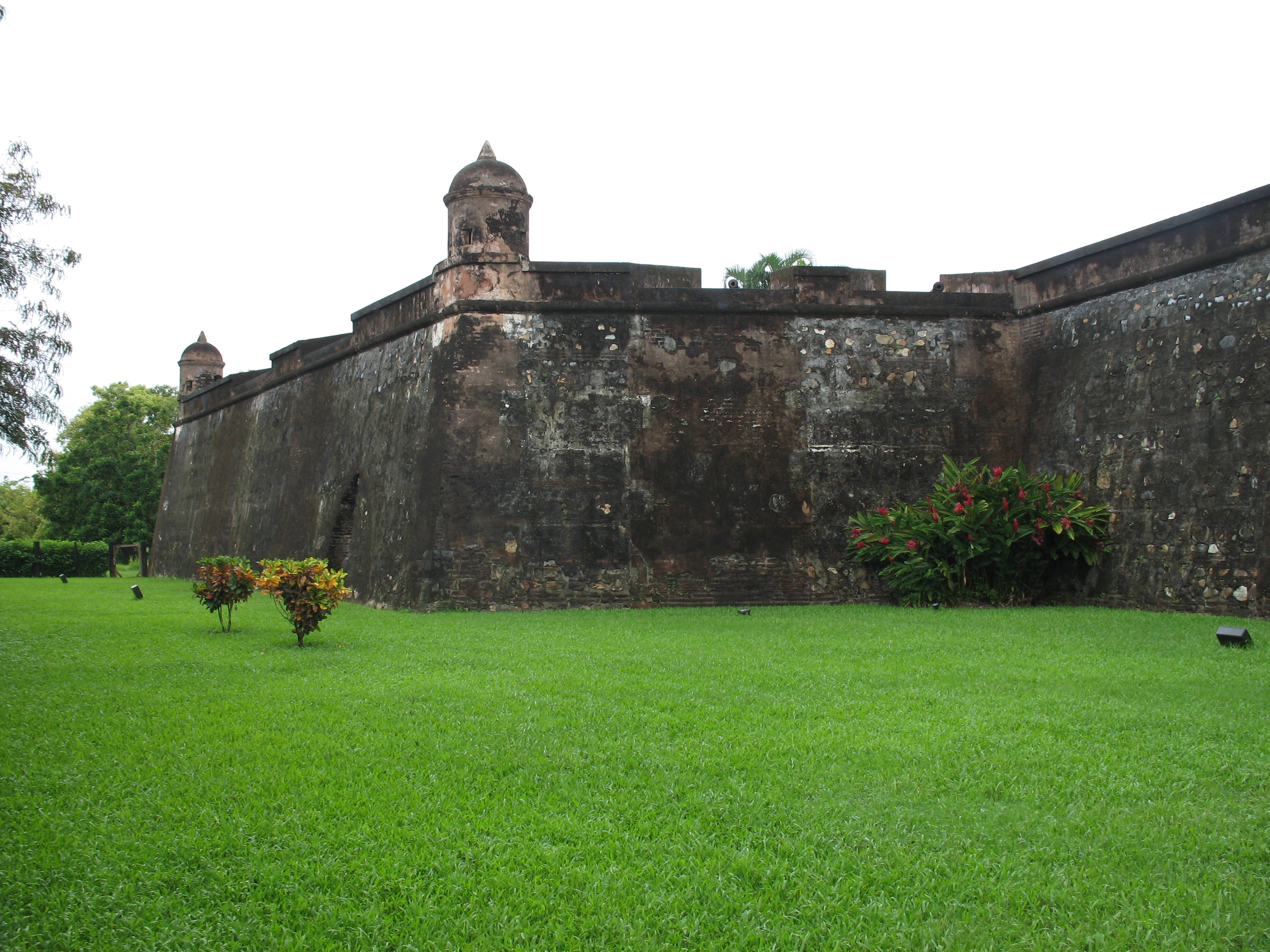
Castillo de San Fernando de Omoa. Único puerto comercial en el Atlántico durante la Colonia Española.

Durante la colonia española, el único puerto en la costa del Atlántico cercano a lo que actualmente es Guatemala era el Puerto de Omoa, en la actual Honduras, a donde llegaban todos los productos proveniente de Europa, y de donde salían las exportaciones de añil y grana; para llegar a la provincia de Guatemala, se utilizaban naves pequeñas, que llevaban los productos que dicha provincia necesitaba o exportaba. Ya en Guatemala, los pequeños barcos entraban por el Río Motagua, el cual era navegable hasta el lugar conocido como Gualán, en la actual Zacapa; luego, los productos eran transportados en embarcaciones ligeras llamadas piraguas hacia el pueblo de Tocoy Tzima en el actual departamento de El Progreso para finalmente ser transportados a la Ciudad de Guatemala en yuntas que pasaban por San José del Golfo.

### Tras la Independencia de Centroamérica
Al decretarse la primera Constitución Política del Estado de Guatemala el 11 de octubre de 1825, este se dividió el territorio en once distritos y varios circuitos.  Esa constitución estableció los circuitos para la administración de justicia en el territorio del Estado y menciona que San José del Golfo era parte del Distrito N.°1 (Guatemala} y específicamente del Circuito Norte-Guatemala, junto con los barrios de las parroquias de El Sagrario, La Merced, Candelaria, y San Sebastián en la Ciudad de Guatemala, y los poblados de Jocotenango, San Antonio La Paz, San Antonio Nacagüil, Carrizal, lo de Reyes, el Chato, las Vacas, las Tapias, las Flores, Palencia, Pueblo Nuevo de Santa Rosa, Pontezuelas, Navajas, Chinautla, lo de Iboy, Vuelta Grande y Zarzal.
San José del Golfo fue creado como municipio el 17 de marzo de 1882 durante el gobierno liberal del general Justo Rufino Barrios.

### Departamento de El Progreso
El municipio de San José del Golfo pertenecía al departamento de Baja Verapaz antes de que el decreto 683 del 13 de abril de 1908 del gobierno del licenciado Manuel Estrada Cabrera creara el Departamento de El Progreso.  El decreto de fundación decía que por la actividad comercial suscitada en los puntos por donde la vía férrea interoceánica pasaba se requería la más próxima vigilancia de las Autoridades no sólo para conservar el orden sino para encauzar las diversas corrientes del adelanto a un fin común se creó el departamento de El Progreso comprendiendo los siguientes Municipios: Cabañas, Acasaguastlán, Morazán, Sanarate, San Antonio La Paz, San José del Golfo, Guastatoya, Sansaria y las aldeas que están al Noroeste de Chiquimula formando la mitad de dicho Municipio.
Tras el derrocamiento de Estrada Cabrera en abril de 1920, el departamento se suprimió por el decreto gubernativo n.º 756 del 9 de junio de 1920 del gobierno de Carlos Herrera y Luna, por no llenar las aspiraciones que el gobierno tuvo en mira para su creación, volviendo los municipios que lo conformaban a los departamentos a que pertenecían, con excepción de Guastatoya que formó parte del departamento Guatemala.
El gobierno del general Jorge Ubico emitió el decreto legislativo de 1965 del 3 de abril de 1934 por medio del cual se creó de nuevo el Departamento de El Progreso, pero San José del Golfo permaneció en el Departamento de Guatemala.
Hasta el gobierno del coronel Jacobo Arbenz Guzmán (1951-1954), el principal medio de transporte en Guatemala era el ferrocarril interoceánico, el cual era administrado por la International Railways of Central America (IRCA), subsidiaria de la United Fruit Company. El último año que IRCA reportó una ganancia fue en 1957.  En 1959, la carretera al Atlántico desde la Ciudad de Guatemala hasta Puerto Barrios fue inaugurada, lo que dio como resultado que los camiones obligaran al tren a reducir sus tarifas, además de que perdió mucha clientela.

### Terremoto de 1976
El municipio de San José del Golfo sufrió considerables daños durante el terremoto del 4 de febrero de 1976, quedando destruido casi en su totalidad.

## Recursos Naturales
La fuentes económicas que el municipio tiene son la agricultura, la producción de animales de corral y la industrialización de productos de madera. Los pobladores también elaboran productos artesanales. El municipio también cuenta con minas en donde extraen elementos para crear otros productos.

### Agricultura
La agricultura se dan en todo el municipio ya que existen tierras fértiles en donde los pobladores siembran los granos básicos como: el frijol, maíz, maicillo, tomate, etc.

### Producción pecuaria
Los pobladores del municipio conservan y crían todo tipo animales de granja que son la ganadería bovina, equina, porcina, avicultura, etc.

### Productos industriales
La industrialización es una gran fuente económica ya que se aprovechan tipos de árboles industriales como el pino y encino. Fabrican muebles para el hogar como camas, mesas, roperos, etc. También se producen otros elementos de madera como el carbón y la leña.

### Artesanía
La artesanía es otra fuente económica del municipio de San José del Golfo ya que se fabrican productos de barro como la tejas que sirven de techo para algunas casas y también productos de cerámica como jarros, comales, alcántaras, etc.

### Minería
Los terrenos de San José del Golfo son muy abundantes en recursos naturales ya que se extraen productos de las minas como laja y cuarzo.
El proyecto minero de la mina El Tambor ha provocado conflictos sociales en la región ya que el frente opositor «La Puya» que acusa a la minera de contaminación ambiental se ha opuesto enérgicamente al establecimiento de esa industria desde 2012. En Guatemala, se utilizan los conceptos de «gobernabilidad» y de «responsabilidad social empresarial» para trabajar en concesiones de este tipo; gobernabilidad se refiere a la demanda que hacen las empresas privadas al Estado para que les brinde seguridad a sus inversiones a través del Ejército y de la Policía Nacional Civil, mientras que la responsabilidad social empresarial es una demanda que el Estado le hace a las empresas privadas y que ante la incapacidad de exigirles que paguen los impuestos correspondientes demanda que por lo menos que contribuyan con los programas asistenciales en las regiones en donde operan.
He aquí la cronología de acontecimientos:
| Fecha                   | Acontecimiento |
| ----------------------- | --- |
| 2 de marzo de 2012      | - Una mujer de San José del Golfo, preocupada por la súbita llegada de una operación de minería de oro a su comunidad, decidió estacionar su vehículo atravesado en un camino rural de terracería que daba acceso a las instalaciones mineras y así detuvo a un convoy que llevaba equipo de minería al lugar. Otras personas rápidamente se unieron a la protesta para defender sus fuentes de agua, sus tierras de cultivo, su salud y el medio ambiente y se mantienen en el lugar las veinticuatro horas del día, todos los días. - Las mineras que han visto sus actividades paralizadas son: Radius Gold de Canadá; Kappes, Cassiday & Associates de los Estados Unidos; y la empresa guatemalteca Servicios Mineros de Centroamérica. |
| 20 de diciembre de 2013 | Un estudio revela que las mujeres de San José del Golfo se han consolidado frente a los hombres de la población pues han mantenido un plantón pacífico de veinte meses frente a la minera El Tambor por propio motivación y organización. |
| 27 de febrero de 2014   | La minera retira el equipo pesado que tenía en las instalaciones de San José del Golfo. |
| 23 de mayo de 2014      | - Luego de permanecer varias horas en el ingreso a la mina El Tambor para tratar de evitar el ingreso de maquinaria, pobladores del movimiento de resistencia «La Puya» fueron desalojados por agentes antidisturbios de la Policía Nacional Civil (PNC). Pese a la participación de delegados de la Procuraduría de los Derechos Humanos (PDH), que buscaban que se solucionara mediante el diálogo, no hubo acuerdo entre las partes, por lo que las fuerzas de seguridad lanzaron gases lacrimógenos para dispersar a los comunitarios, entre los que había niños. - El ministro de Gobernación, Mauricio López Bonilla, ya había advertido que se usaría la fuerza para liberar el paso y agregó que de registrarse algún enfrentamiento habría capturas. Asimismo, explicó que la acción se basó en garantizar el derecho de la libre locomoción. - Los Bomberos Voluntarios reportaron que hubo veintiún afectados por diversas lesiones, y que once elementos de la Policía Nacional Civil fueron llevados al centro asistencial de la policía. - El procurador de los Derechos Humanos, Jorge de León Duque, lamentó el enfrentamiento. Asimismo, dijo que se logró evitar que los niños fueran utilizados como escudos humanos y agregó que se pidió que el incidente fuera documentado por sus delegados para ser objetivos. - El presidente de la Gremial de Industrias Extractivas, Mario Orellana, opinó que el ambiente anti industrias da un mensaje negativo a empresas extranjeras que quiera invertir en Guatemala. - El presidente de Cámara de Industria Fernando López lamentó los sucesos pero aplaudió las acciones del gobierno de turno, al referir a que prevaleció el derecho de la propiedad privada y la libertad de locomoción. |
| 27 de mayo de 2014      | - Ligan a proceso a cuatro líderes comunitarios de «La Puya» tras eventos ocurridos en 2012, en los que supuestamente retuvieron en contra de su voluntad a varias personas de la compañía minera. Los líderes comunitarios quedan en prisión domiciliaria. - La Procuraduría de los Derechos Humanos informa que va a revisar los videos del desalojo de «La Puya» para verificar que no hayan ocurrido violaciones contra los pobladores que se resisten al proyecto minero. |
| 26 de mayo de 2015      | Luego de una mesa de diálogo, los pobladores de la resistencia «La Puya», permitieron la salida al menos 30 empleados de una empresa minera ubicada en San José del Golfo. Debido a que no dejaban salir a los trabajadores, la Policía Nacional Civil (PNC) envió un contingente de elementos antidisturbios, que estuvo sólo como prevención. Los miembros de la resistencia de «La Puya» temían un desalojo. |
| 4 de agosto de 2015     | Automotores custodiados por un contingente de agentes antimotines de la Policía Nacional Civil (PNC) ingresaron a la mina El Tambor; al observar esta situación, decenas de lugareños se apostaron en la entrada principal a la comunidad para evitar el paso de otros camiones. Delegados de la Oficina del Procurador de los Derechos Humanos (PDH) se presentaron al lugar para garantizar que no se cometiera ningún vejamen contra los pobladores por parte de las fuerzas de seguridad; pero a eso de las 11:10 a. m., el juez de Paz Penal Marvin Leonel Boza-Reyes acudió al lugar y ordenó retirar el bloqueo ya que, según el juez, se estaba violando el derecho de locomoción. |